# Microsoft Mobile

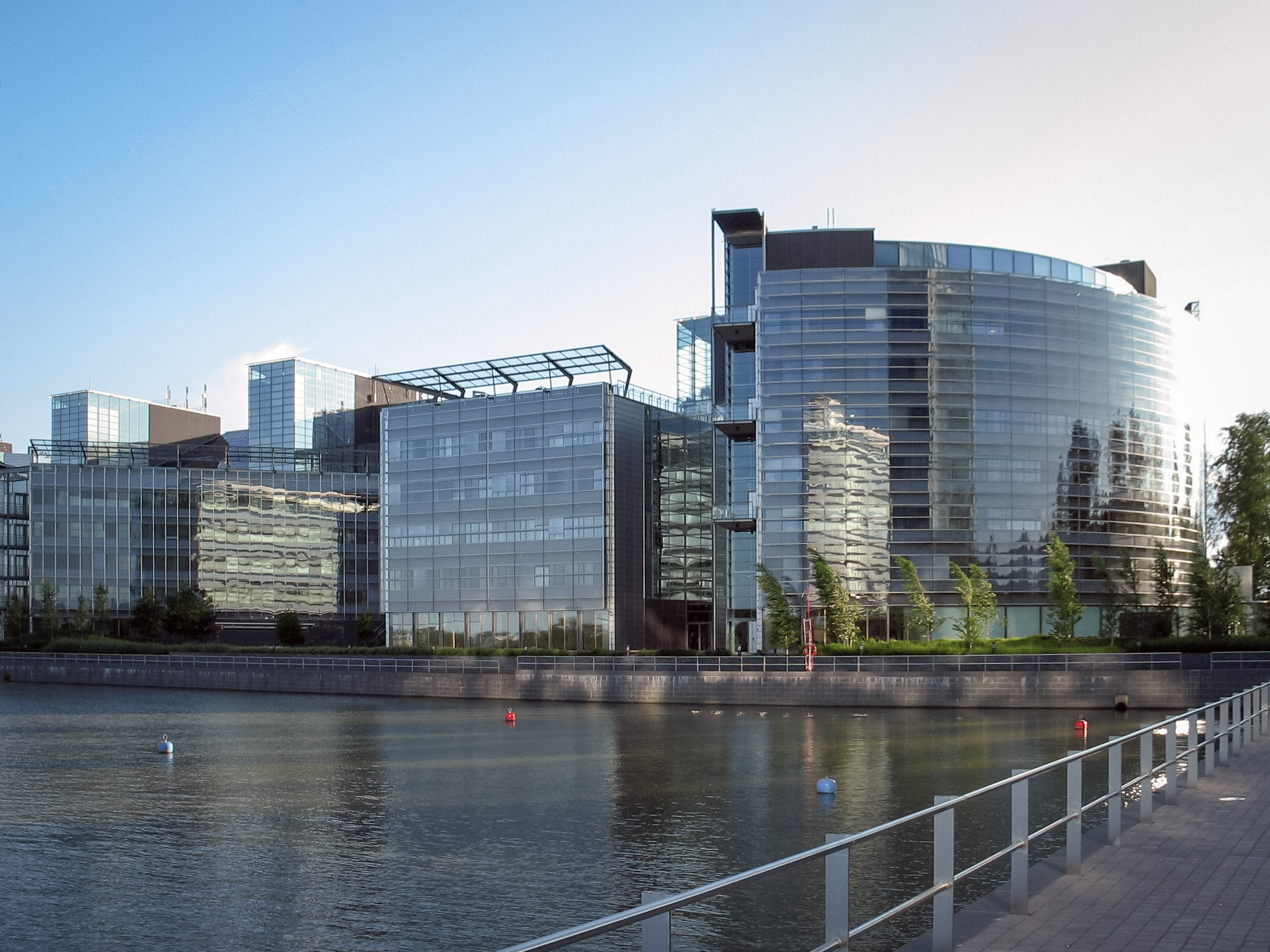
Oficinas de Microsoft Mobile en Espoo, Finlandia

Microsoft Mobile fue una filial de Microsoft, con sede en Finlandia, dedicada al diseño y fabricación de teléfonos móviles. Esta empresa tiene su origen en la compra por parte de Microsoft de la división de Dispositivos y Servicios de Nokia, completada el 25 de abril de 2014.
Microsoft Mobile fue la filial de Microsoft encargada del desarrollo de la serie Microsoft Lumia, la línea de teléfonos inteligentes que ejecutan el sistema operativo Windows Phone y Windows 10 Mobile.

## Historia

### Antecedentes: La alianza de Nokia con Microsoft y Windows Phone
El 11 de febrero de 2011, el CEO de Nokia Stephen Elop, exjefe de Microsoft Business Division, dio a conocer una nueva alianza estratégica con Microsoft, y anunció que cambiaría sus esfuerzos a Windows Phone dejando de lado a MeeGo y Symbian, a excepción de los modelos básicos. Nokia invirtió en la Serie 40 y dio a conocer un solo producto MeeGo en 2011, el Nokia N9.
Como parte del plan de reestructuración, Nokia planeó reducir la investigación y el desarrollo, en lugar de personalizar y mejorar la línea de software para Windows Phone 7. "Aplicaciones y almacén de contenido" de Nokia (Ovi) se integró en la tienda de Windows Phone y Nokia Maps se convirtió en el corazón de Bing de Microsoft y AdCenter. Microsoft proporcionó las herramientas para los desarrolladores de Nokia para sustituir el Qt framework, que no soportaban los dispositivos con Windows Phone 7.
Después de este anuncio, las acciones de Nokia cayeron un 14%, su mayor caída desde julio de 2009. Las ventas de teléfonos inteligentes de Nokia, que habían aumentado previamente, se derrumbaron. Desde el principio de 2011 hasta 2013, Nokia cayó del N.º 1 al N.º 10 en ventas de teléfonos inteligentes.
De esta alianza nació la serie de teléfonos inteligentes Nokia Lumia, con el sistema operativo Windows Phone. Estos dispositivos cuentan con tecnología NFC, Memoria RAM de 256MB a 2GB, entrada capacitativa multitouch memoria interna de 8 GB hasta 64GB. El Nokia Lumia 1020, Nokia Lumia 920, Nokia Lumia 1520, y el Nokia Lumia 820, cuentan con carga inalámbrica y soporte de 4G LTE.
El Nokia Lumia 1520, lanzado el 22 de octubre de 2013, fue el primer phablet o tablefono lanzado por la compañía finlandesa para la gama alta, y para la gama media el Nokia Lumia 1320. Más tarde se lanzaría dentro de esta gama una tablet de 11", Nokia Lumia 2520, que a diferencia de los anteriores productos, trabaja con Windows RT y no con Windows Phone. Anteriormente Nokia había lanzado en 2005 una tablet que corría bajo Linux, la Nokia 770 Internet Tablet.

### Adquisición del negocio de la telefonía móvil de Nokia por parte de Microsoft
El 2 de septiembre de 2013, Microsoft anunció la intención de adquirir todas las divisiones de dispositivos y servicios de Nokia y el licenciamiento y uso del servicio de mapas Here, en un acuerdo por valor de 3 790 M de €, junto con otros 1 650 M de € para licenciar la cartera de patentes de Nokia durante 10 años; un acuerdo total en más de 5 400 M de €. Steve Ballmer consideró la compra un "gran paso hacia el futuro" para ambas compañías, principalmente como resultado de su reciente colaboración. Como parte del acuerdo, una serie de ejecutivos de Nokia se unió a Microsoft. Stephen Elop se convirtió en el jefe del equipo de dispositivos de Microsoft y Risto Siilasmaa reemplazó a Elop como CEO interino.
Respecto a las marcas comerciales, Nokia licenciará la marca Nokia a Microsoft en virtud de un acuerdo de 10 años para su uso en "feature phones". Además, Nokia estará sujeta a una cláusula de no competencia que evitará que esta produzca cualquier dispositivo móvil con el nombre de Nokia hasta el 31 de diciembre de 2015. Microsoft adquirió los derechos sobre la marca Asha y Lumia como parte del trato.
En marzo de 2014, se anunció que la adquisición del negocio de telefonía móvil de Nokia no se completaría hasta finales de marzo, como se esperaba, sino que se retrasaría hasta abril de ese año debido a problemas con los reguladores en Asia. Finalmente, la compra se completó el 25 de abril de 2014, por un precio de 5.440 millones de euros. De esta forma, Microsoft volvía a entrar en el mercado de la fabricación de smartphones, después de su breve intento anterior con Microsoft Kin.
En una entrevista con el Helsingin Sanomat , el exejecutivo de Nokia, Anssi Vanjoki, comentó que el acuerdo con Microsoft era "inevitable" debido a la "estrategia fallida" de Stephen Elop.

### Tras completar la transacción
El primer teléfono presentado tras completarse la compra fue el Nokia X2 en junio de 2014, perteneciente a la gama de teléfonos de gama media que funcionaban con un sistema basado en Android, Nokia X Software Platform (Nokia X), introducida en febrero de ese año. Esto hizo pensar que Microsoft estaría interesada en continuar con esta gama, con un sistema operativo competencia del suyo propio, Windows Phone. Sin embargo, esta posibilidad quedó descartada ya que el 17 de julio de 2014, en una carta a los empleados de Microsoft, Satya Nadella explicó que los diseños de futuros teléfonos de la gama X pasarían a usar Windows Phone y no Android, convirtiéndose en teléfonos de la gama Lumia de bajo coste. Esto pondría fin al breve experimento de los Nokia X, que comenzó en febrero de 2014 con la presentación del Nokia X. Esta noticia se dio a conocer junto a la del despido de 18000 empleados de Microsoft, de los cuales 12500 afectaban a Microsoft Mobile.
Poco después se dio a conocer que además de poner fin a la gama con el fork de Android, se pondría fin también al desarrollo de teléfonos S40 y los teléfonos Asha, lo que supuso el final de la serie de teléfonos inteligentes de gama baja orientados a mercados emergentes Nokia Asha, que funcionaba con estos sistemas. Microsoft Mobile pasó a concentrarse en el desarrollo de teléfonos inteligentes con Windows Phone, el sistema operativo móvil de Microsoft. Esto supuso también el cierre, en 2015, de la Nokia Store.
El 18 de diciembre de 2014, Microsoft anunció la venta de MixRadio a Line Corporation, operación que se completó en marzo de 2015.
El 18 de mayo de 2016 Microsoft anunció la venta del negocio de teléfonos básicos marca Nokia a FIH Mobile (subsidiaria de Foxconn) y HMD Global.

## Uso de la marca Nokia

Logotipo de Nokia

Tras la compra, Microsoft adquirió una licencia de 10 años, para el uso de la marca Nokia en "feature phones", como el Nokia 130.
Stephen Elop declaró, en una sesión de preguntas y respuestas abierta a la prensa, que “La marca Nokia está disponible para que Microsoft la use en sus smartphones por un periodo de tiempo, pero Nokia no será usada por mucho tiempo en smartphones. Se está trabajando para seleccionar la marca que se usará en el futuro”.
Microsoft fue eliminando progresivamente la marca Nokia, conservándola exclusivamente para los teléfonos básicos. Tras la compra, Microsoft pudo seguir usando el dominio nokia.com, y los perfiles en redes sociales para el negocio de los dispositivos móviles, hasta un máximo de 1 año. A partir de septiembre de 2014, las distintas páginas de nokia.com de diferentes países, comenzaron a dirigir al usuario a un nuevo sitio de Microsoft para sus dispositivos móviles. En octubre, comenzó el mismo proceso con los perfiles en redes sociales. Lo mismo ocurrió con las aplicaciones móviles de Nokia que pasaron a Microsoft, donde poco a poco fue desapareciendo la marca Nokia de su denominación.
El 11 de noviembre de 2014, Microsoft presentó el primer teléfono inteligente bajo la marca Microsoft Lumia, lo que marca el fin del uso de la marca Nokia en los dispositivos Lumia.
El 18 de mayo de 2016, se anuncia la venta del negocio de los "feature phones" marca Nokia de Microsoft, a HMD Global y FIH Mobile, y que la licencia de uso de la marca Nokia pasará a pertenecer en exclusiva a HMD Global, proceso que se completó el 1 de diciembre de 2016.